# Champlin (Minnesota)
Champlin è un comune degli Stati Uniti d'America, situato in Minnesota, nella contea di Hennepin.